# Maquila Solidarity Network
Das Maquila Solidarity Network (MSN) ist eine  arbeits- und frauenrechtliche Organisation in Kanada zum Schutz der Beschäftigten in den Maquiladora-Fabriken von Mexiko und Mittelamerika. Als NGO trachtet sie auch danach, den Einzelhandel in Europa und Nordamerika für die Bedingungen zu sensibilisieren, unter denen die von ihnen verkauften Waren hergestellt werden.
MSN arbeitet seit 1995 vor allem für faire Arbeitsbedingungen in der Bekleidungsindustrie und macht auch bei Kaufhäusern diesbezügliche Vorstöße, in Europa beispielsweise bei Karstadt. In Honduras ist es ihr 2003 unter anderem gelungen, das Sportbekleidungsunternehmen Gildan zur Einhaltung des an sich vorgeschriebenen Arbeitsschutzes und von Regelungen für Schwangere zu bewegen. Verschiedenorts werden Maquiladora-Mitarbeiter bei der Bildung von Betriebsgruppen oder lokalen Gewerkschaften unterstützt, wenn sie dabei Repressionen der Betriebsleitung ausgesetzt sind.
Eine im Dezember 2005 veröffentlichte Studie über die Arbeitsstandards in der Bekleidungsindustrie zeigt, dass sich die Kampagnen mittelfristig auch bei großen, in Lateinamerika tätigen Textilkonzernen auswirken: so haben sich drei Unternehmen inzwischen auf 70 von 100 Punkten verbessert (Levi Strauss & Co., GAP Inc. und Nike Inc.), andere liegen nur wenig darunter (H&M, Liz Claiborne). Die bisher weniger kooperationsbereiten Unternehmen wie Benetton, Blaumax, Lee Corporation, Polo Ralph Lauren, Replay, Versace oder Wrangler geraten durch die Veröffentlichungen unter sanften Druck, die Arbeitsbedingungen ebenfalls zu verbessern.
Der Hauptsitz des Maquila Solidarity Network ist beim Sekretariat der Ethical Trading Action Group (ETAG) in Kanada, einer Kooperation verschiedener NGO-Gruppierungen („coalition of faith, labour and non-governmental organizations advocating for government policies, voluntary codes of conduct and purchasing policies that promote humane labour practices based on accepted international labour standards“).